# Davisomycella medusa
Davisomycella medusa är en svampart som först beskrevs av Dearn., och fick sitt nu gällande namn av Darker 1967. Davisomycella medusa ingår i släktet Davisomycella och familjen Rhytismataceae.   Inga underarter finns listade i Catalogue of Life.